# الإصابات والتأهيل
الإصابات والتأهيل أو الإصابات الرياضية والتأهيل البدني، أحد فروع الطب الرياضي وعلوم الصحة الرياضية  والذي يهتم بتقديم الرعاية الصحية والرياضية للأشخاص الذين يعانون من إصابات رياضية أو حوادث أخرى، ويهدف هذا التخصص إلى استعادة وتحسين الكفاءة الوظيفية للجسم بعد الإصابة من خلال مجموعة متنوعة من التقنيات والعلاجات المختلفة، وقد يشمل ذلك استخدام التمارين العلاجية والتأهيل الحركي الفسيولوجي والتدليك العلاجي والتغذية الرياضية والتمرينات التصحيحية  والتحفيز الكهربائي بالإضافة إلى المساعدة النفسية لتحسين الحالة العامة للمريض، كما يتضمن مجال الإصابات والتأهيل استخدام وسائل مساعدة والأجهزة الطبية المساعدة لتحسين الحركة وتخفيف الآلام.

## التعليم الأكاديمي
يعتمد تخصص الإصابات والتأهيل أو علوم الصحة الرياضية على الأبحاث العلمية، لتطوير تقنيات الإصابات والتأهيل البدني وتحديد البرامج الأمثل لكل حالة، وهناك العديد من الدرجات العلمية الأكاديمية  التي يمكن الحصول عليها في التخصص مثل البكالوريوس والماجستير والدكتوراة في الإصابات والتأهيل أو علوم الصحة الرياضية أو الطب الرياضي، من كليات مثل كلية علوم الرياضة وأقسام الروماتيزم والتأهيل في كلية الطب وكليات الطب الرياضي والتي تؤهل للعمل كمعالج رياضي أو أخصائي الإصابات والتأهيل، وقد تختلف المعايير التعليمية لمقدمي الخدمات التأهيلية من دولة إلى أخرى، وبين مستويات مختلفة من المسؤولية المهنية، حيث تمتلك معظم البلدان هيئات ترخيص تتطلب أن يكون المعالجين الرياضيين أو أخصائيين الإصابات والتأهيل أعضاء فيها قبل أن يتمكنوا من البدء في ممارسة المهنة.

## التخصص الوظيفي للإصابات والتأهيل
اختصاصيين الإصابات والتأهيل أو المعالج الرياضي هو الخريج الجامعي الذي يحمل درجة البكالوريوس أو الدراسات العليا في تخصص علوم الصحة الرياضية أو العلوم الحيوية والصحية الرياضية، بعد التخرج، يتقدم الخريج للحصول على ترخيص بمزاولة المهنة من نقابة الإصابات والتأهيل ويحصل على درجة مساعد أخصائي أو أخصائي أو استشاري إصابات وتأهيل، ويشمل دور اختصاصيين الإصابات والتأهيل العمل في مراكز الإصابات والتأهيل والأندية والمراكز الصحية، بالإضافة إلى المؤسسات الرياضية المختلفة ووحدات التأهيل بالمجمعات الطبية ومستشفيات التأهيل، بالإضافة إلى ذلك تثقيف المرضى والناس حول مختلف الظروف الصحية المتعلقة بالصحة الرياضية، ويختلف المسمى المهني لاختصاصيين الإصابات والتأهيل كالتالي:
- أخصائي الإصابات والتأهيل
- أخصائي الإصابات والتأهيل الرياضي
- أخصائي التغذية الرياضية
- المعالج الرياضي[17]
- أخصائي الإصابات والتأهيل الفسيولوجي
- مدرس التربية البدنية والصحية

## التاريخ
يعود تاريخ تخصص الإصابات والتأهيل إلى فترة ما بعد الحرب العالمية الأولى،  حيث كان يتم توجيه جهود أخصائيين الإصابات والتأهيل والمعالجين الرياضيين وأطباء الطب الرياضي لعلاج الجرحى العسكريين وتأهيلهم للعودة إلى حياة طبيعية، ومنذ ذلك الحين، توسعت مجالات اهتمام تخصص الإصابات والتأهيل ليشمل الرياضيين والمصابين في حوادث السيارات أو غيرها، والأشخاص الذين يعانون من إصابات أو تقدم في العمر، تعتمد عملية التأهيل على تقدير أفضل طريقة لاستعادة الوظائف والكفاءة البدنية أو تحسينها من خلال استخدام تقنيات تأهيلية مختلفة، ومع تقدم التكنولوجيا وتطور الأبحاث الصحية، يستمر تخصص الإصابات والتأهيل في التطور والتحسن باستمرار لتقديم رعاية تأهيلية متميزة للمرضى ومساعدتهم في استعادة وظائفهم وتحسين جودة حياتهم بعد الإصابة.

## إعادة التأهيل
يقوم أخصائيو الإصابات والتأهيل بتلبية احتياجات إعادة التأهيل الحركي ومساعدة الأشخاص المصابين بإصابات رياضية بدنية أو حوادث في استعادة الحركة والقوة والقدرة الوظيفية، ويقوم الاخصائي بتقييم حالة المريض بمشاركة الطبيب المعالج، وذلك لتصميم برامج علاجية تأهيلية مخصصة تستهدف تحسين الأداء البدني وتقليل الألم وتعزيز التعافي والتأهيل، ويشمل إعادة التأهيل إجراء تدريبات تحسين القوة والمرونة، وتقنيات علاجية مثل التدليك العلاجي والعلاج بالحرارة والتأهيل المائي، وتوجيه المرضى حول استخدام الأجهزة المساعدة والمعدات، وتقديم نصائح حول نمط الحياة الصحي والوقاية من الإصابات المستقبلية، وهناك عدة أنواع مختلفة من التأهيل البدني، ومنها:
- التأهيل الرياضي

يعتمد على مجموعة من التمارين الرياضية والحركات البدنية المختلفة، مثل رفع الأثقال وتمارين القوة واللياقة البدنية العامة، وذلك لتحسين الأداء الرياضي وتقوية العضلات وتعزيز المرونة والتوازن.
- التأهيل العصبي

يستخدم لتحسين وتنشيط الجهاز العصبي الحركي، وذلك من خلال تمارين وحركات موجهة تستهدف تحفيز الأعصاب وتحسين التنسيق الحركي والتوازن والحس الحركي.
- التأهيل بعد الإصابة

يركز على إعادة التأهيل البدني بعد تعرض الشخص لإصابة أو عملية جراحية، ويشمل هذا النوع من التأهيل نشاطات مثل تمارين الحركة المناسبة للمرحلة الانتقالية بين الراحة والنشاط الكامل، وتمارين لتقوية العضلات المتضررة واستعادة المرونة والحركة السليمة.
- التأهيل القلبي والتنفسي

يهدف هذا النوع من التأهيل إلى تعزيز اللياقة القلبية والتنفسية، وتعزيز صحة وقوة الجهاز القلبي الوعائي والجهاز التنفسي بواسطة تمارين تركز على زيادة نشاط القلب والتنفس وتحسين مرونة الأوعية الدموية.
- التأهيل النفسي

يركز على الاستعادة النفسية والعاطفية بعد تجربة صدمة أو إصابة جسدية، ويشمل العمل مع أخصائي نفسي رياضي أو مدرب لتقديم الدعم اللازم.